# Iwan Kusmitsch Korobow
Iwan Kusmitsch Korobow (russisch Иван Кузьмич Коробов; * um 1700 in Pereslawl-Salesski; † 29. Augustjul. / 9. September 1747greg. in Moskau) war ein russischer Architekt des Barock.

## Leben
Korobow wurde 1718 von Peter I. nach Holland geschickt und studierte Architektur bei Jan Pieter van Baurscheidt dem Älteren.

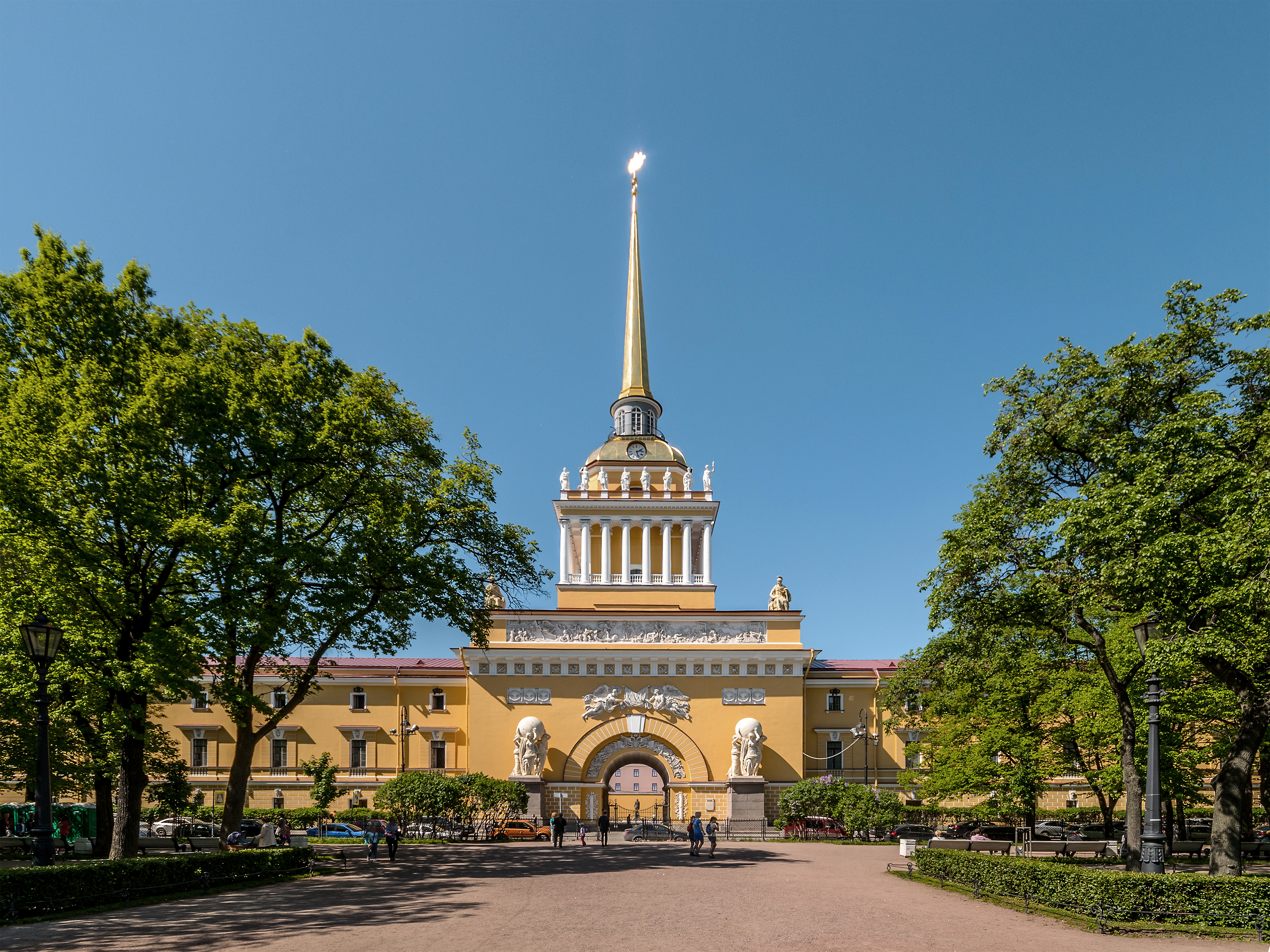
Admiralität, St. Petersburg

1727 wurde Korobow Architekt im St. Petersburger Admiralitätsamt. 1728 begann er die Planung für das zweite Admiralitätsgebäude aus Stein. Der Bau erfolgte dann 1732–1738. Auch befasste er sich mit der Verzierung von Schiffen. Die Pantaleonskirche für die Werftarbeiter der Newa-Werft an der Fontanka gegenüber dem Sommergarten (nicht erhalten) ersetzte er 1735–1739 durch einen steinernen Neubau. Seine Epiphaniaskirche in Kronstadt wurde in den 1930er Jahren abgerissen. Das zur Krönung Elisabeths errichtete Triumphtor an der Twerskaja Uliza brannte 1752 ab. 1737 wurde er aktives Mitglied der neuen Kommission für den Aufbau St. Petersburgs.
Nach der Hinrichtung Pjotr Michailowitsch Jeropkins 1740, mit dem Korobow zusammengearbeitet hatte, ging Korobow 1741 nach Moskau, wo er eine Architektenmannschaft um sich versammelte. Zu seinen Schülern gehörten insbesondere Sawwa Iwanowitsch Tschewakinski, Alexander Filippowitsch Kokorinow und Dmitri Wassiljewitsch Uchtomski. In Korobows letzten Lebensjahren verschlechterte sich sein Sehvermögen, und er war häufig krank.
Im heutigen St. Petersburg zeugen die Spitze der Admiralität und die  Pantaleonskirche von Korobows Wirken.